# Бубириза, Паскаль
Паскаль Бубириза (рунди и фр. Pascal Bubiriza; 20 ноября 1932, Ругази, Бубанза — 30 апреля 1972) — бурундийский политический и государственный деятель, министр внутренних дел Бурунди (1963—1964), министр связи и информации Бурунди (1969—1972), дипломат.

## Биография
Представитель народности хуту. Учился в католической семинарии. Член партии «Союз за национальный прогресс» (UPRONA).
С 1954 по 1961 год работал в судебных органах и местной администрации. С 20 октября 1961 по 1 июля 1962 года был в кабинете министров правительства Андре Мухирвы.
В 1962 году назначен послом Бурунди в США и первым постоянным представителем Бурунди в Организации Объединенных Наций в Нью-Йорке.
С июня 1963 по март 1964 года занимал пост министра внутренних дел, безопасности, иммиграции и государственного управления Бурунди.
С апреля 1964 по май 1965 года работал в МИД страны. С мая 1965 по 1967 год был послом в Эфиопии в Аддис-Абебе. Был аккредитован как представитель Бурунди при Организации африканского единства и как посол в Хартуме (Судан).
С 1967 по 1969 год — посол в Москве (СССР).
В 1969 году был назначен министром связи и информации Бурунди.
В 1972 году Паскаль Бубириза, был обвинён в участии в ограблении национального банка, во время которого было похищено четыре миллиона бурундийских франков (приблизительно $40 000). Правительство Бурунди заявило, что украденные средства были найдены в доме Бубиризы. Утверждалось, что он использовал их для покупки оружия для повстанцев и раздачи соплеменникам хуту для резни тутси.
В результате во время геноцида в Бурунди был убит в 1972 году.